# Sydney Uni Water Polo Club
Sydney Uni Water Polo Club é um clube de polo aquático australiano da cidade de Sydney.

## História
Sydney Uni Water Polo Club compete na Australian National Water Polo League. 

## Títulos
- Australian National Water Polo League
  - 2002, 2003 e 2005